# Chuanchia labiosa
Chuanchia labiosa är en fiskart som beskrevs av Herzenstein, 1891. Chuanchia labiosa ingår i släktet Chuanchia och familjen karpfiskar. Inga underarter finns listade i Catalogue of Life.